# إدوارد فينابلز
إدوارد فينابلز فيرنون هاركورت (بالإنجليزية: Edward Venables-Vernon-Harcourt) (مواليد 10 أكتوبر 1757 - 5 نوفمبر 1847) كان أسقف كنيسة إنجلترا. وكان أسقف كارلايل من 1791 إلى 1807 ثم رئيس أساقفة يورك حتى وفاته.
كان الابن الثالث لجورج فينابلز-فيرنون، أول بارون فيرنون (1709–1780)، وأخذ اسمًا إضافيًا لهاركورت بعد أن نجح في أخذ ملكية ابن عمه، إيرل هاركورت الأخير، في عام 1831.

## سيرته الشخصية
ولد إدوارد فينابلز فيرنون في قاعة سودبيري، ديربيشاير في 10 أكتوبر 1757. تلقى تعليمه في مدرسة وستمنستر. حاصل على شهادة في كنيسة المسيح، أكسفورد في 2 يوليو 1774 ؛ تم انتخابه زميلاً في كلية All Souls عام 1777 ؛ وتخرج في أبريل 1786. بعد تخرجه، اسس عائلته في سودبوري. أصبح مشرع في كنيسة المسيح، أكسفورد، في 13 أكتوبر 1785، وفي جلوسيستر في 10 نوفمبر في نفس العام. واستقال قبل عام 1791، لكنه عقد تعييناته الأخرى إلى 1808.
في 18 أغسطس 1791 تم ترشيحه ليكون أسقف كارلايل لجون دوجلاس وتم تكريسه في 6 نوفمبر التالي. لمدة 16 عامًا، أدار شؤون رؤية كارلايل بحس جيد وحسن تقدير، وأنفق أكثر من كامل دخله بناءً على رغبات أبرشيته.

## تعيينه رئيس أساقفة يورك
بعد وفاة المطران ويليام مرخم. تم ترشيحه في 26 نوفمبر 1807 ليكون رئيس أساقفة يورك، وتم تأكيده في كنيسة سانت جيمس، وستمنستر في 19 يناير 1808. في نفس العام، في 20 يناير، تم وضع اسمه في جريدة مستشار خاص، وترقية اللورد هاي المونر إلى جورج الثالث، وهو المكتب الذي كان يشغله أيضًا في عهد الملكة فيكتوريا. 

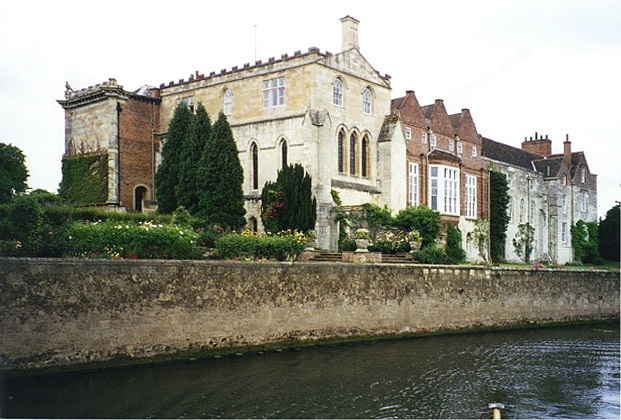
إقامة أساقفة يورك: قصر بيشوبثورب (التقطت الصورة في عام 1995)

كان فينابلز-فيرنون عضوا في مجلس الملكة الذي كان مسؤولا عن جورج الثالث خلال مرضه. كان متحدثًا بليغًا، وتحدث أحيانًا في مجلس اللوردات حول المسائل الكنسية، لكنه امتنع عادةً عن الخلافات السياسية.
عاش تحت خمسة ملوك متعاقبين، وتم احترامه لإحسانه وبساطته. في 15 يناير 1831، أخذ لقب هاركورت فقط على وراثة العقارات الكبيرة لعائلة هاركورت، التي اعطيت له عند وفاة ابن عمه، المشير وليام، الثالث والأخير إيرل هاركورت.
في عام 1835 تم تعيينه من أوائل أعضاء اللجنة الكنسية. في عام 1838 عرض عليه تجديد الأقران من هاركورت، لكنه رفضها، ولا يرغب في أن يتم تقييده في أصواته البرلمانية.
عانى يورك منستر مرتين من الحرائق خلال فترة رئاسته، 1829 و1841، وساهم إلى حد كبير في كلتا الترميمات. كرس رئيس الأساقفة هاركورت خطبته الوداعية في يورك منيستر في 13 نوفمبر 1838. ومع ذلك استمر هاركورت في التمتع بصحة جيدة، وفي وقت متأخر من 1 نوفمبر 1847 زار يورك وتفقد إصلاحات الفصل.
توفي في القصر، بيشوبثورب، بالقرب من يورك، في 5 نوفمبر 1847، ودفن في ستانتون هاركورت، أوكسفوردشاير، 13 نوفمبر

## حياته العائلية
في 5 فبراير 1784، تزوج من آن ليفيسون-جوير، الابنة الثالثة لجرانفيل ليفيسون-جوير، مركيز ستافورد الأول، وكان لديهم ستة عشر طفلاً. سبقته زوجته في قصر بيشوبثورب في 16 نوفمبر 1832، عن عمر يناهز 72 عامًا.
كان نجله الثاني، ريفد ليفيسون، مستشارًا لـ يورك، ومؤلفًا لمذهب الطوفان وغيرها من الأعمال اللاهوتية. كان نجله الرابع وليام فيرنون هاركورت، مؤسس الجمعية البريطانية لتقدم العلوم. أصبح اثنان من أبنائه أميرال وابنته الصغرى جورجيانا ميزت نفسها كمترجمة.

## مؤامرة كاتو ستريت
كمدير للحفلات القديمة، قام هاركورت بتسلية زملائه المخرجين (الأمير الحاكم والأمير أدولفوس - دوق كامبريدج، دوق كمبرلاند (لاحقًا ملك هانوفر) ودوق ويلينغتون) في منزله في جروسفينور ساحة في 23 فبراير 1821. في نفس الليلة، صمم متآمرو كاتو ستريت قتل وزراء الحكومة في المنزل المجاور لهاركورت، حيث وافق الوزراء على تناول العشاء مع اللورد هاروبي.

## منشورات هاركورت
رواية حياة مارغريت جودلفين التي توفيت عام 1678 كتبها جون إيفلين وتم تمريرها من خلال عائلته إلى هاركورت. سمح هاركورت بنشرها في عام 1847 بمساعدة أسقف أكسفورد.